# Хлебовиці
Хлебовиці (пол. Chlebowice) — село в Польщі, у гміні Ґловно Зґерського повіту Лодзинського воєводства.
Населення — 76 осіб (2011).
У 1975-1998 роках село належало до Лодзинського воєводства.

## Демографія
Демографічна структура станом на 31 березня 2011 року:
|          | Загалом | Допрацездатний вік | Працездатний вік | Постпрацездатний вік |
| -------- | ------- | ------------------ | ---------------- | -------------------- |
| Чоловіки | 39      | 8                  | 23               | 8                    |
| Жінки    | 37      | 8                  | 18               | 11                   |
| Разом    | 76      | 16                 | 41               | 19                   |